# 체스케부데요비체 공항

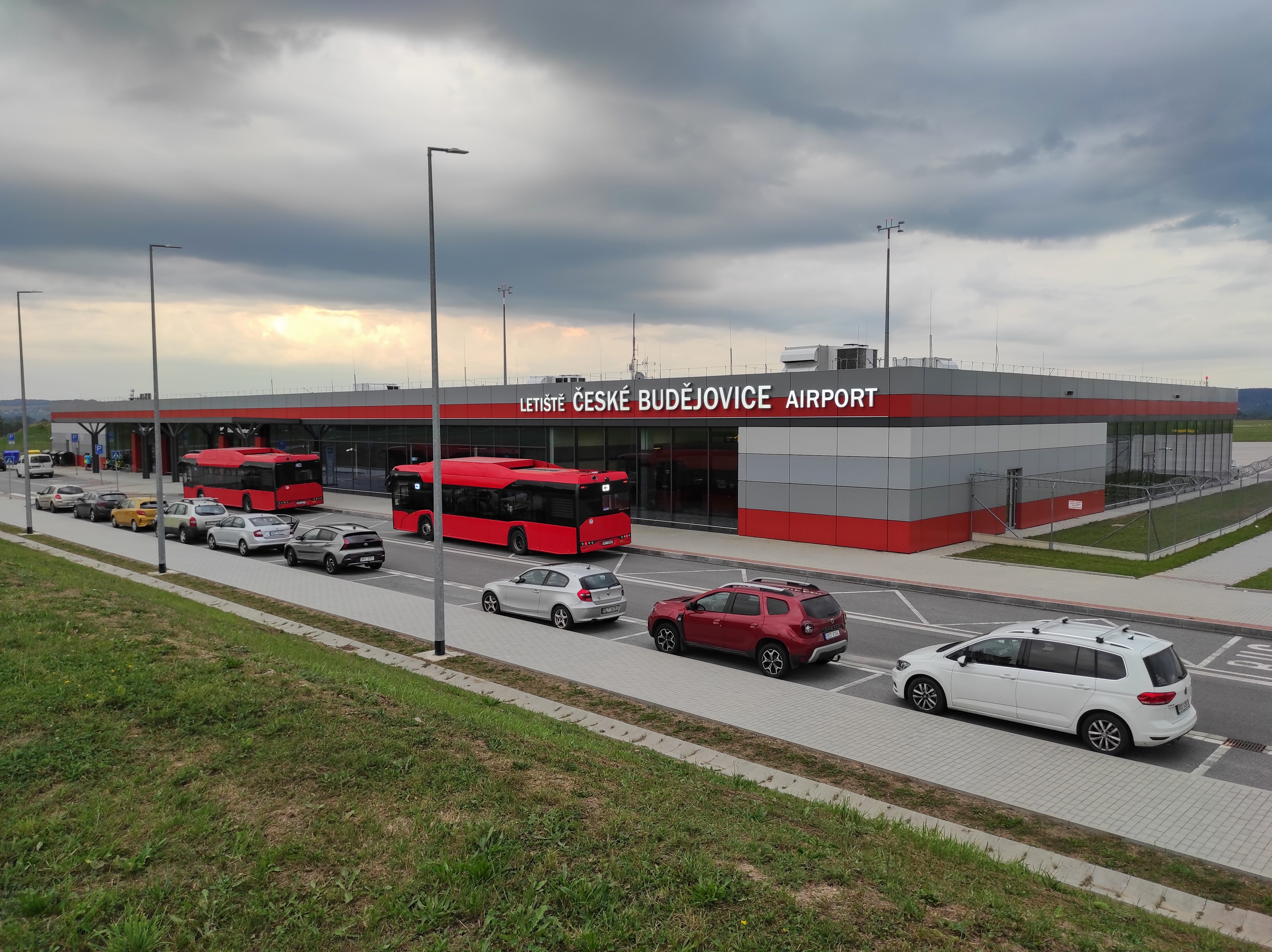
체스케부데요비체 공항

체스케부데요비체 공항(IATA: JCL, ICAO: LKCS, 체코어: Letiště České Budějovice)은 체코 남보헤미아주 체스케부데요비체에 있는 공항이다. 공공 국제공항의 현대화 작업은 2023년 8월에 완료되어 첫 번째 국제선 운항이 시작되었다.